# Salacia alba
Salacia alba är en nässeldjursart som först beskrevs av John Fraser 1911.  Salacia alba ingår i släktet Salacia och familjen Sertulariidae. Inga underarter finns listade i Catalogue of Life.